# Открытый чемпионат Швеции по теннису 2011
Открытый чемпионат Швеции 2011 — ежегодный профессиональный теннисный турнир в серии ATP 250 для мужчин и международной серии WTA для женщин.
Соревнование традиционно проводится на открытых травяных кортах в Бостаде, Швеция.
Женские соревнования прошли с 4 по 10, мужские — с 11 по 17 июля.
Прошлогодние победители:
- в мужском одиночном разряде —  Николас Альмагро
- в женском одиночном разряде —  Араван Резаи
- в мужском парном разряде —  Роберт Линдстедт и  Хория Текэу
- в женском парном разряде —  Хисела Дулко и  Флавия Пеннетта

## Соревнования

### Мужчины. Одиночный турнир
Робин Сёдерлинг обыграл  Давида Феррера со счетом 6-2, 6-2.
- Сёдерлинг выигрывает свой 4-й титул в году и 10-й за карьеру на соревнованиях мирового тура. На этом турнире он победил во второй раз (первый раз в 2009 году).
- Феррер в 5й раз вышел в финал одиночного турнира на соревнованиях ассоциации в году и 24й в карьере.

### Женщины. Одиночный турнир
Полона Херцог обыграла  Юханну Ларссон со счётом 6-4, 7-5.
- Херцог выигрывает первый титул в своей карьере на соревнованиях мирового тура.
- Ларссон вышла во 2-й финал в соревнованиях ассоциации за карьеру.

### Мужчины. Парный турнир
Роберт Линдстедт /  Хория Текэу обыграли  Симона Аспелина /  Андреаса Сильестрёма со счётом 6-3, 6-3.
- Линдстедт выигрывает свой 2-й в году и 12-й за карьеру парный титул на соревнованиях мирового тура.
- Текэу выигрывает свой 2-й в году и 9-й за карьеру парный титул на соревнованиях мирового тура.
- Линдстедт и Текэу побеждают на этом турнире второй год подряд.

### Женщины. Парный турнир
Лурдес Домингес Лино /  Мария Хосе Мартинес Санчес обыграли  Нурию Льягостера Вивес /  Аранчу Парра Сантонха со счётом 6-3, 6-3.
- Домингес Лино выигрывает свой 1-й в году и 4-й за карьеру парный титул на соревнованиях ассоциации.
- Мария Хосе Мартинес Санчес выигрывает свой 2-й в году и 15-й за карьеру парный титул на соревнованиях ассоциации.